# 3914 Kotogahama
3914 Kotogahama este un asteroid din centura principală, descoperit pe 16 septembrie 1987 de Tsutomu Seki.